# Asisat Oshoala
Asisat Lamina Oshoala (* 9. Oktober 1994 in Ikorodu) ist eine nigerianische Fußballspielerin. Die Stürmerin ist seit 2024 unter Vertrag beim NWSL-Verein Bay FC aus San Francisco. Seit 2011 läuft sie auch für die nigerianische Nationalmannschaft auf.
Oshoala war von 2019 bis 2024 Spielerin des spanischen Serienmeisters FC Barcelona, mit dem sie 2021 und 2023 als erste afrikanische Fußballspielerin die Champions League gewinnen konnte. Die Nigerianerin wurde sechsmal als Afrikas Fußballerin des Jahres ausgezeichnet und ist damit Rekordsiegerin.

## Leben
Oshoala wurde in Ikorodu geboren. Sie besuchte die Aunty Ayo International School im Stadtteil Ikoyi der Metropole Lagos und schloss hier 2009 mit der mittleren Reife ab.

## Karriere

### Verein
Oshoala startete ihre Karriere beim FC Robo in Mushin im Bundesstaat Lagos. Im April 2013 verließ sie den FC Robo und wechselte zu den Rivers Angels, mit denen sie 2014 das Double aus nigerianischer Meisterschaft und Pokalsieg feierte. Zur Saison 2015 der FA WSL schloss Oshoala sich dem amtierenden englischen Meister Liverpool LFC an, kam jedoch nur in neun Saisonspielen zum Einsatz und zog nach einem Jahr weiter zum Arsenal LFC. Mit diesem gewann sie 2016 den FA Women’s Cup.
Anfang 2017 wechselte sie zu Dalian Quanjian nach China, von denen sie im Januar 2019 zum FC Barcelona verliehen wurde und im Mai desselben Jahres von den Katalanen fest verpflichtet wurde. Hier gewann sie in der Saison 2020/21, als erste afrikanische Spielerin, die Champions League. Als spanischer Meister und Pokalsieger sicherte sich Barcelona 2021 zusätzlich das Triple. In der Saison 2021/22 war Oshoala mit 20 Toren in 19 Partien Torschützenkönigin in der spanischen Liga.

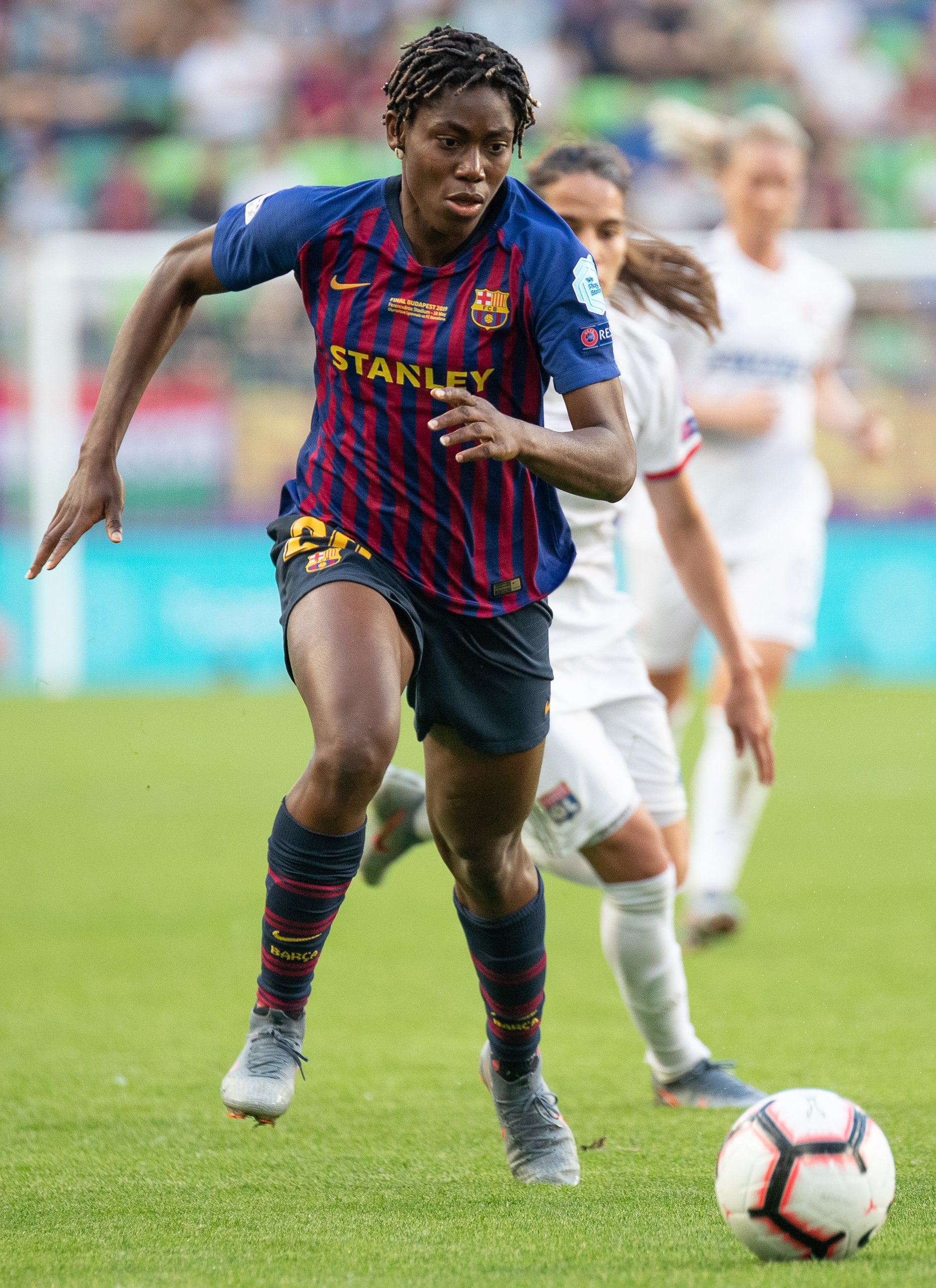
Oshoala im Champions-League-Finale gegen Lyon (2019)

Eine beeindruckende Form erreicht Oshoala Anfang 2023, als sie drei Hattricks innerhalb eines Monats erzielte und daraufhin an die Spitze der Torschützinnenliste stieg. Da sie oft nur als Auswechselspielerin eingesetzt wurde, kam sie zu Saisonende auf 21 Tore und belegte damit den dritten Platz als erfolgreichste Stürmerin Spaniens in der Saison 2022/23.
Am 3. Juni 2023 gewann Oshoala mit Barcelona zum zweiten Mal die Champions League. Verletzungsbedingt wurde sie im Finalspiel gegen den VfL Wolfsburg nicht eingesetzt.

### Nationalmannschaft
Im Sommer 2012 nahm sie für die nigerianischen Super Falconets (U-20) an der U-20-Fußball-Weltmeisterschaft der Frauen 2012 in Japan teil und wurde in fünf Spielen eingesetzt. Am Ende wurde sie, nach einer Niederlage im Spiel um Platz 3, Vierte der Weltmeisterschaft. Am 23. Juli 2014 wurde sie von Nationaltrainer Peter Dedevbo für die U-20-Fußball-Weltmeisterschaft der Frauen 2014 in Kanada nominiert. Bei ihrer zweiten Teilnahme erreichte sie mit dem Super Falconets das Finale. Dort erzielte sie am 17. August 2014 gegen Neuseeland das zweitschnellste Tor in der Geschichte der U-20-Fußball-Weltmeisterschaft der Frauen. Nur drei Tage später verhalf Oshoala ihrer Mannschaft gegen die nordkoreanische U-20 mit einem lupenreinen Hattrick zum Einzug in das Finale beim Turnier in Kanada. Das Finale gegen die Mannschaft aus Deutschland ging mit 0:1 verloren, dennoch gewann sie den goldenen Schuh mit insgesamt 7 Toren im Turnier und wurde als beste Spielerin mit dem goldenen Ball ausgezeichnet. Ebenfalls 2014 wurde sie als Afrikas Fußballerin des Jahres ausgezeichnet.
Oshoala wurde am 28. September 2011 in der Qualifikation für die Olympischen Sommerspiele 2012 in London erstmals in die nigerianische Fußballnationalmannschaft der Frauen berufen. Sie gab am 22. Oktober 2011 gegen Kamerun ihr A-Länderspieldebüt für Nigeria. Bis zum ersten Länderspieltor sollte es fast drei Jahre dauern, sie erzielte ihr Einstandstor für die Super Falcons am 30. April 2014 in einem Freundschaftsspiel gegen die Kamerunische Fußballnationalmannschaft der Frauen.
Oshoala nahm mit Nigeria an der Weltmeisterschaft 2015 in Kanada teil, schied jedoch nach einem Unentschieden und zwei Niederlagen bereits nach der Vorrunde aus.
2016, 2017, 2019 und 2022 wurde Oshoala erneut als Afrikas Fußballerin des Jahres ausgezeichnet. Die International Federation of Football History & Statistics (IFFHS) zeichnete sie 2021 als Best Women’s Player in Africa aus.
Im Juni 2023 wurde Oshoala in den nigerianischen Kader für die Weltmeisterschaft 2023 in Australien und Neuseeland berufen. In Gruppe B traf Nigeria auf Kanada, Australien und Gastgeber Australien. Nach einem torlosen Remis im ersten Gruppenspiel gegen Kanada, saß Oshoala gegen Australien zuerst auf der Bank und wurde in der 63. Minute beim Spielstand von 1:1 eingewechselt. Knapp daraufhin erzielte Nigeria das 1:2 und Oshoala konnte mit einem Tor in der 72. Minute die Partie endgültig für Nigeria entscheiden. Trotz des Anschlusstores Australiens in der Nachspielzeit gewann Nigeria die Partie mit 3:2. Gegen Irland stand Oshoala wieder in der Startelf, erneut blieb Nigeria ohne Torerfolg und beendete das letzte Gruppenspiel mit 0:0. Als Gruppenzweiter stieg man ins Achtelfinale auf und erhielt Europameister England als Gegner. Nach 120 torlosen Minuten konnte England die Partie im Elfmeterschießen für sich entscheiden. Oshoala war ab der 67. Minute auf dem Platz.

## Erfolge und Auszeichnungen

### Verein
- UEFA Women’s Champions League: 2021 (als erste afrikanische Spielerin), 2023
- Spanische Meisterschaft: 2020, 2021, 2022, 2023
- Spanischer Pokal: 2020, 2021, 2022
- Spanischer Supercup: 2020, 2022, 2023
- FA Women’s Cup: 2016
- Nigerianische Meisterschaft: 2014
- Nigerianischer Pokal: 2014

### Nationalmannschaft
- Afrikameisterschaft: 2014, 2016, 2018

### Individuelle Auszeichnungen
- Afrikas Fußballerin des Jahres: 2014, 2016, 2017, 2019, 2022, 2023
- Torschützenkönigin der Afrikameisterschaft: 2014, 2016
- Beste Spielerin der FIFA U-20 Weltmeisterschaft: 2014
- Torschützenkönigin der FIFA U-20 Weltmeisterschaft: 2014
- Torschützenkönigin der spanischen Liga: 2022
- BBC Women’s Footballer of the Year: 2015